# بيرثا ماسون (حقوقية)
بيرثا ماسون (1855-1939) منادية إنكليزية بمنح المرأة حق الاقتراع ومدافعة عن حركة الاعتدال، ولدت في أشتون أندر لين. تأثرت بوالدها هيو ماسون، عضو البرلمان عن الحزب الليبرالي، وأصبحت ناشطة متفانية، وعملت عضوًا في لجنة للعديد من المجموعات بما في ذلك الاتحاد الوطني لجمعيات حق المرأة في الاقتراع، والمجلس الوطني للمرأة في بريطانيا العظمى. صدر كتابها قصة حركة حق المرأة في التصويت عام 1912. بعد خدمتها في اللجنة البريطانية للصليب الأحمر الفرنسي في الحرب العالمية الأولى، استأنفت نشاطها مع جمعية الحكومة المحلية النسائية، وانضمت إلى المجلس الوطني للمرأة في بريطانيا العظمى.

## حياتها المهنية
كتبت ماسون في كتابها الذي صدر عام 1912 بعنوان قصة حركة حق المرأة في الاقتراع أنها أصبحت هي نفسها منادية بمنح المرأة حق الاقتراع في عام 1890. عندما تحولت المجموعة السابقة إلى جمعية حق المرأة في شمال إنجلترا، عملت رئيسة لها حتى عام 1903. منذ نحو عام 1902 فصاعدًا، شاركت في الاتحاد الوطني لجمعيات حق المرأة في الاقتراع. كانت عمومًا نشطة سياسيًا، فقد تولت عدة أدوار في اللجان في جمعية أشتون النسائية الليبرالية، واتحاد لانكشاير وتشيشير للجمعيات الليبرالية النسائية واتحاد لانكشاير التابع لجمعية اعتدال المرأة البريطانية. هي أول امرأة تُنتخب في مجلس أوصياء أشتون أندر لين. خاطبت الأعضاء المبتدئين في جمعية اعتدال المرأة البريطانية في عام 1903، وقالت لجمهورها «أنتم مواطنون في دولة، سواء كنتم تعرفون ذلك أم لا»، وشددت «ستدركون أن إسكان الفقراء، وحماية حياة الرضع، وحماية العمال، ورعاية المسنين، والمصابين بأمراض عقلية، وتعليم الشباب، هي من شأنكم واهتمامكم».
انتقلت ماسون إلى لندن عام 1904، وعاشت في 9 هايد بارك بليس. تولت أدوارًا في اللجان في جمعية الحكومة المحلية النسائية والجمعية المركزية لحق المرأة في التصويت. أصبح صالونها مكانًا للاجتماعات التي يحضرها نشطاء مثل كيت فري. أعدت عرض شرائح باستخدام الفانوس السحري ومحاضرة لخصت فيها «صور ذات أهمية فريدة لرواد الحركة، والحرس المتقدم، وأبطال البرلمان، وعمال اليوم، وأحداث الانتخابات». تجولت في مجموعات الاتحاد الوطني لجمعيات حق المرأة في التصويت، وألقت المحاضرة في أماكن مثل باث، وكرويدون، ومانسفيلد، التي أصبحت أساس كتابها. تضمن الكتاب صورًا التقطها ليلياس أشوورث هاليت. وصفت مراجعة نُشرت عام 1912 في مجلة ذا كومن كوز الكتاب «تاريخ موجز للأحداث الرائدة في تاريخ حق المرأة في الاقتراع». إلى جانب كتب هيلين بلاكبيرن وميليسنت فاوست، نُظر إلى قصة حركة حق المرأة في الاقتراع على أنها سرد رسمي لحركة حق المرأة في الاقتراع، مع التركيز على التقدم البطيء والمستمر نحو النصر الذي يتجاهل ذكر بعض القضايا الخلافية. شُرّع حق الاقتراع العام للمرأة في القانون في المملكة المتحدة عام 1928.
خلال الحرب العالمية الأولى، انضم ماسون إلى اللجنة البريطانية للصليب الأحمر الفرنسي للعمل في المطابخ في فرنسا. بعد الحرب، استأنفت نشاطها، وأصبحت رئيسة جمعية الحكومة المحلية النسائية. عملت أيضًا في المجلس الوطني للمرأة في بريطانيا العظمى والمجلس الاستشاري للمرأة التابع لعصبة الأمم.

## الموت والإرث
انتقلت ماسون من لندن إلى هايندهيد، ساري، لكنها توفيت في 8 يوليو 1939 في فندق هانز كريسنت في نايتسبريدج، لندن. حُرقت جثتها في محرقة غولدرز غرين وأعربت عن رغبتها في أن يتناثر رمادها بالقرب من قبر أختها إديث في ورثنبيري في ويلز. تركت 15,405 جنيهات إسترلينية (أي ما يعادل نحو 1,016,104 جنيهات إسترلينية في عام 2021) في وصيتها، وقدمت إرثًا لمستشفى منطقة أشتون أندر لين ومستشفى الأطفال، واحتفِظ بسريرين تخليدًا لذكرى والدها وأختها.